# Haile Micael Kedir
Haile Micael Kedir (* 8. September 1944) ist ein ehemaliger äthiopischer Radrennfahrer.

## Sportliche Laufbahn
Kedir war im Straßenradsport aktiv und Teilnehmer der Olympischen Sommerspiele 1980 in Moskau. Im Mannschaftszeitfahren kam der Vierer aus Äthiopien mit Haile Micael Kedir, Ayele Mekonnen, Tadesse Mekonnen und Tilahun Alemayehu auf den 23. Rang und belegte damit den letzten Platz im Rennen.